# Comitati Civici
I Comitati Civici furono un'organizzazione di laici cattolici italiani impegnati nella difesa della tradizione religiosa e morale del Paese e alla mobilitazione civica anticomunista. Furono costituiti da Luigi Gedda su incarico di papa Pio XII in vista delle elezioni politiche del 1948.

## Inquadramento storico
Tra il 1945 e il 1949, numerosi ecclesiastici e altre persone sospettate di essere orientate a favore del mondo cattolico o democratico o liberale vennero uccise o subirono altre forme di violenza da parte di soggetti vicini al Partito Comunista Italiano. Le modalità degli omicidi, che talvolta si concludevano con l'occultamento dei cadaveri, non permettono di accertare con precisione il numero delle vittime.
Le violenze si concentravano nel Nord Italia, soprattutto in alcune zone dell'Emilia-Romagna, nelle quali il radicamento del PCI era più forte e non veniva scalfito dal clima di violenza: nelle elezioni amministrative del marzo 1946, le forze socialiste e comuniste prevalsero in 42 comuni su 45 della provincia di Reggio Emilia.
In previsione delle elezioni politiche del 1948, l'ambiente cattolico, spaventato per le uccisione di molti anticomunisti per motivi ideologici, temeva un bagno di sangue qualora avesse vinto la coalizione del Fronte Democratico Popolare, composta da comunisti e socialisti. Anche il papa Pio XII era terrorizzato da tale sequenza di omicidi e temeva la vittoria dei partiti di sinistra.
Le violenze cui era soggetto il mondo cattolico indussero i cattolici ad attuare una forma di resistenza per difendersi dalla violenza, costituendo allo scopo i Comitati Civici.

### Il dibattito sulla collocazione della Democrazia Cristiana
L'esito delle elezioni regionali siciliane del 20 aprile 1947, che videro la Democrazia Cristiana raccogliere appena il 20% dei voti per l'aumento dei consensi sia dei partiti di sinistra sia dei movimenti qualunquisti di destra, ripropose con forza il problema della collocazione politica dei cattolici: molti ambienti della curia vaticana ritenevano debole la politica centrista della DC di De Gasperi e ne auspicavano una più netta collocazione su posizioni conservatrici.
Pio XII chiese pertanto a Luigi Gedda, allora vicepresidente dell'Azione Cattolica, di costituire un'organizzazione finalizzata a promuovere la fondazione di "una nuova civiltà cristiana". In concreto, compito dell'organizzazione avrebbe dovuto essere quello di radicalizzare la contrapposizione tra la Democrazia Cristiana e i partiti di sinistra, con l'effetto di polarizzare il quadro politico e indurre molti cattolici a superare la tentazione di sostenere, in funzione anticomunista, i partiti che si collocavano a destra della DC.

## Fondazione e organizzazione dei Comitati Civici
I Comitati Civici vennero fondati l'8 febbraio 1948 e in poche settimane furono costituiti oltre ventimila comitati locali. La rapida diffusione su tutto il territorio nazionale venne resa possibile dal notevole sostegno economico e soprattutto organizzativo che giungeva da parte dell'episcopato, espressamente sollecitato dal pontefice. A tale scopo ebbe un ruolo determinante la capillare diffusione dell'Azione Cattolica, molti dirigenti della quale, peraltro, avevano inizialmente avversato il tentativo di Gedda.
La struttura organizzativa dei Comitati Civici ricalcava originariamente le articolazioni della Chiesa Cattolica in Italia: organo centrale era il Comitato Civico Nazionale, cui corrispondevano a livello diocesano i Comitati Civici Zonali e a livello parrocchiale i Comitati Civici Locali. Solo dopo le elezioni del 1948 vennero costituiti degli ispettorati regionali per coordinare le attività tra il centro e le periferie.
Nello stesso mese di giugno 1948, l'organizzazione si dotò di un proprio mensile, "Il collegamento dei Comitati Civici", che assicurava il coordinamento delle attività locali e trattava argomenti di politica internazionale e soprattutto interna, quali l'emigrazione, la ricostruzione postbellica, la solidarietà verso i ceti più disagiati. Accanto a questo, il frequente ricorso all'ironia e alla satira grazie a vignette che deridevano gli avversari politici forniva agli attivisti anche elementi di propaganda di facile presa popolare.
I comitati civici costituirono anche un proprio servizio informazioni e una radio segreta per dare avvio e coordinare la mobilitazione degli aderenti qualora vi fosse stata un'affermazione delle formazioni social-comuniste.
A differenza delle sezioni del PCI, i comitati civici non furono organizzazioni di massa, ma si connotarono organismi di quadri, con forte capacità organizzativa. Ad essi venne in particolare demandato il compito di sensibilizzare politicamente gli elettori e condurre materialmente alle urne anziani e malati, che avrebbero altrimenti disertato il voto. Solo in un secondo momento i comitati civici organizzarono corsi di formazione per quadri della durata di due settimane, che si tenevano a Casale Corte Cerro (NO) dove Luigi Gedda aveva vissuto da ragazzo. I partecipanti erano per lo più universitari selezionati a livello locale, per i quali i rispettivi parroci elaboravano delle schede di presentazione.

## Le elezioni del 1948 e gli anni successivi
Nelle elezioni politiche del 1948, segnate da una campagna elettorale particolarmente tesa, i Comitati Civici sostennero apertamente la Democrazia Cristiana. Il risultato elettorale fu significativo: la Democrazia Cristiana superò il 48% dei voti sia alla camera che al senato, mentre la lista del Fronte Democratico Popolare si fermò a poco meno del 31% dei consensi, decretando di fatto la fine delle alleanze elettorali tra comunisti e socialisti, per lo meno a livello di elezioni nazionali. Il segretario del PCI Palmiro Togliatti, principale bersaglio dei Comitati Civici, in una riunione postelettorale ammise che era stata sottovalutata l'influenza della Chiesa sull'elettorato italiano.
Nonostante gli esiti positivi delle elezioni del 1948, i successivi rapporti dei Comitati Civici con la Democrazia Cristiana non furono sempre idilliaci: il partito cattolico temeva infatti che l'organizzazione di Gedda potesse limitarne l'autonomia ostacolandone la libertà nell'azione politica. Auspicava pertanto una loro trasformazione in comitati elettorali da attivare nell'imminenza degli appuntamenti elettorali più delicati. Benché Gedda fosse riuscito a scongiurare lo scioglimento dei Comitati Civici dopo le elezioni del 1948, questi persero lentamente incidenza via via che la DC si dotava di una struttura organizzativa autonoma, in grado di assolvere ai compiti di propaganda.
Una misura del ridimensionamento dell'influenza dei Comitati Civici sulla politica delle Democrazia Cristiana si ebbe con le elezioni amministrative del 1952: assecondando le volontà di Pio XII, per le elezioni comunali di Roma Luigi Gedda tentò di promuovere la costituzione di una lista comune di democristiani, monarchici e missini, guidata da Luigi Sturzo con l'intento di contrapporsi ai partiti di sinistra. Tale operazione tuttavia non ebbe luogo per il fermo rifiuto di De Gasperi a stringere alleanze con politici neofascisti, e determinò anche il dissenso e le dimissioni di quasi tutti i dirigenti dell'Azione Cattolica, della quale Gedda era nel frattempo diventato presidente.
Nel 1952 Gedda divenne presidente della ACI (Azione Cattolica Italiana), lasciò la presidenza dei CC e nominò come direttore generale Ugo Sciascia che ne divenne anche il portavoce politico. Assieme all'assistente ecclesiastico padre Lucio Migliaccio, Sciascia costituì il direttorio operativo e attivistico dei Comitati Civici.
Negli anni sessanta, i Comitati Civici non salutarono con favore la costituzione dei governi di centro-sinistra e appoggiarono le posizioni della destra democristiana, che costituiva la minoranza interna del partito. Le ultime attività si ebbero in occasione del referendum del 1974, quando i Comitati Civici si spesero in favore dell'abrogazione del divorzio.
I Comitati Civici furono sciolti (senza adottare alcun provvedimento ufficiale) dai dirigenti della Democrazia Cristiana